# 賀島政範
賀島 政範（かしま まさのり、天保10年6月12日（1839年7月22日） - 大正2年（1913年）5月9日）は、徳島藩家老賀島家13代当主。
父は徳島藩家老賀島政延。養父は賀島政綽。子は賀島政一。官位は従五位。

## 経歴
天保10年（1839年）、徳島藩家老賀島政延の三男として生まれる。
明治3年（1870年）、兄政綽の隠居により家督と禄1000石を相続する。明治4年（1871年）、廃藩置県により徳島県庁舎が政範の屋敷に置かれたので旧領に移住した。明治15年（1882年）、徳島の藍商人大串竜太郎とともに徳島銀行を設立する。明治18年（1885年）、嫡男政一に家督を譲って隠居。明治33年（1900年）、明治維新における功により、政一が男爵に叙される。
大正2年（1913年）5月9日死去。享年75。

## 栄典
- 1900年（明治33年）9月10日 - 従五位[2]